# Bonnecourt
Bonnecourt és un municipi francès situat al departament de l'Alt Marne i a la regió del Gran Est. L'any 2007 tenia 128 habitants.

## Demografia

### Població
El 2007 la població de fet de Bonnecourt era de 128 persones. Hi havia 56 famílies de les quals 16 eren unipersonals (8 homes vivint sols i 8 dones vivint soles), 12 parelles sense fills, 24 parelles amb fills i 4 famílies monoparentals amb fills.
La població ha evolucionat segons el següent gràfic:
Habitants censats

### Habitatges
El 2007 hi havia 67 habitatges, 54 eren l'habitatge principal de la família, 5 eren segones residències i 8 estaven desocupats. Tots els 67 habitatges eren cases. Dels 54 habitatges principals, 49 estaven ocupats pels seus propietaris, 4 estaven llogats i ocupats pels llogaters i 1 estava cedit a títol gratuït; 2 tenien dues cambres, 10 en tenien tres, 13 en tenien quatre i 29 en tenien cinc o més. 39 habitatges disposaven pel capbaix d'una plaça de pàrquing. A 21 habitatges hi havia un automòbil i a 26 n'hi havia dos o més.

### Piràmide de població
La piràmide de població per edats i sexe el 2009 era:
| Homes | Edats   | Dones |
| ----- | ------- | ----- |
| 0     | 95 o +  | 0     |
| 0     | 90 a 94 | 0     |
| 0     | 85 a 89 | 0     |
| 4     | 80 a 84 | 0     |
| 0     | 75 a 79 | 0     |
| 4     | 70 a 74 | 12    |
| 12    | 65 a 69 | 4     |
| 0     | 60 a 64 | 4     |
| 0     | 55 a 59 | 4     |
| 4     | 50 a 54 | 0     |
| 0     | 45 a 49 | 20    |
| 4     | 40 a 44 | 0     |
| 8     | 35 a 39 | 8     |
| 4     | 30 a 34 | 0     |
| 4     | 25 a 29 | 8     |
| 0     | 20 a 24 | 0     |
| 0     | 15 a 19 | 8     |
| 4     | 10 a 14 | 4     |
| 8     | 5 a 9   | 0     |
| 4     | 0 a 4   | 4     |

## Economia
El 2007 la població en edat de treballar era de 70 persones, 57 eren actives i 13 eren inactives. De les 57 persones actives 55 estaven ocupades (31 homes i 24 dones) i 2 estaven aturades (1 home i 1 dona). De les 13 persones inactives 6 estaven jubilades, 3 estaven estudiant i 4 estaven classificades com a «altres inactius».

### Ingressos
El 2009 a Bonnecourt hi havia 60 unitats fiscals que integraven 136,5 persones, la mediana anual d'ingressos fiscals per persona era de 15.384 €.

### Activitats econòmiques
L'únic establiment que hi havia el 2007 era d'una empresa de construcció.
L'únic servei als particulars que hi havia el 2009 era una lampisteria.
L'any 2000 a Bonnecourt hi havia 9 explotacions agrícoles.

## Poblacions més properes
El següent diagrama mostra les poblacions més properes.